# 德拉海姆

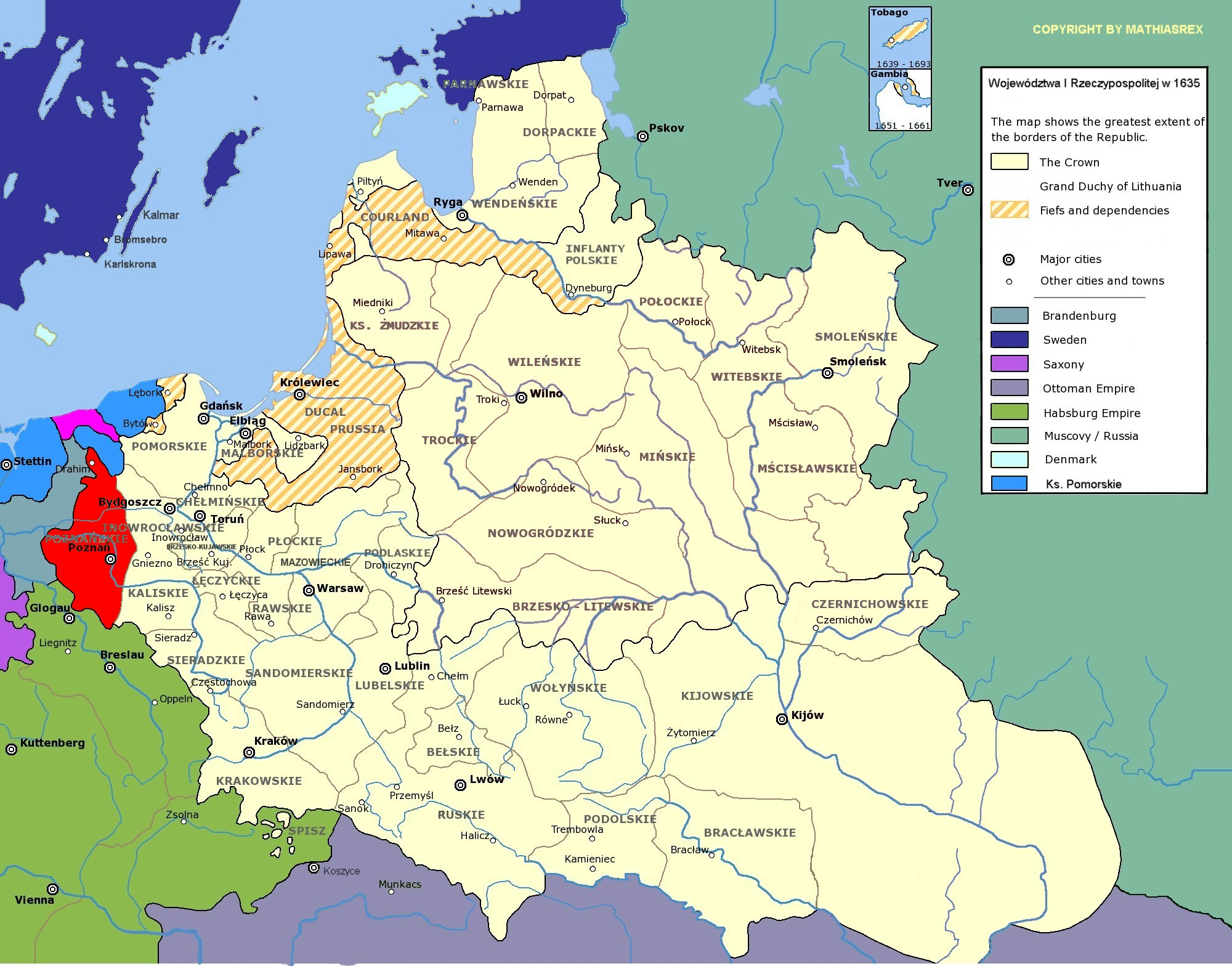
波兹南省（红色）内的德拉海姆（圆点）

德拉海姆（德語：Starostei Draheim 或 Drahim）是15世紀波蘭王國的王冠領土（starostwo）。 1657年典當給勃蘭登堡-普魯士，1772年第一次瓜分波兰中直接併入普魯士王國。